# Fináczy Ernő
Felsővisói Fináczy Ernő (Buda, 1860. május 10. – Budapest, 1935. február 26.) pedagógus, egyetemi tanár, a magyarországi neveléstörténeti kutatások jelentős személyisége, az MTA tagja. Az ELTE Bölcsészettudományi Kar egykori dékánja.

## Élete

### Gyermek- és ifjúkora
A Fináczy család 1800-as évek elején költözött Budára, először a Gyorskocsi utcában laktak, ahol a postakocsit üzemeltették. A család férfi tagjai hagyományosan jogászok lettek.
Édesapja felsővisói Fináczy Gyula (1830?–1912) pénzügyi szakember, a pénzügyminisztérium alkalmazottja, titkára, édesanyja Ferenczy Etelka (?–1902) volt.  Testvéreivel  és nagycsaládja tagjaival Budán élt, ahol akkor a város lakóinak jelentős része és ők ugyancsak németül beszéltek, bár többségük értette, s ha szükséges volt, beszélte a magyart is. Gyerekkorában sokat tartózkodott – rokonai közül – a szülői házhoz közellakó apai nagyszüleinél. Nagyapja, Fináczy Károly jelentős hatással volt rá.

Édesapja beosztásának és munkahelyének változásával családja Pécsre költözött. Iskolai tanulmányait a ciszterci rend pécsi gimnáziumában kezdte. (Itt tanulta meg az irodalmi magyar nyelvet.)  A fővárosba visszatérve már a Királyi Katholikus Egyetemi Főgimnázium tanulójaként érettségizett (1877). – Gimnáziumi tanulmányai közben magántanítói munkát vállalt. Így ismerkedett meg Weisz Károly budai családjában tanítványa (Weisz Rezső) húgával, Weisz Jozefinnel, aki később a felesége lett.

Egyetemi hallgató volt a Budapesti Királyi Magyar Tudományegyetem Bölcsészeti Kara klasszika-filológia szakán (1877–1880), ahol tanárai voltak: Ponori Thewrewk Emil, Pasteiner Gyula, Hampel József, Goldziher Ignác, Bartal Antal, Bászel Aurél, Greguss Ágost, Kármán Mór. Tanári alapvizsga után (1880) az egyetemi gyakorlóiskolában (Mintaiskola) tanári gyakorlatot végezett (1880/1881-es tanév).  A középiskolai tanári képesítő vizsgát követően (1881) előbb a pancsovai a Magyar Királyi Állami Reálgimnáziumban (1881–1884), majd Budapesten a VII. kerületi Állami Főgimnáziumban (1884/1885-ös tanév) tanított. A Budapesti Királyi Magyar  Tudományegyetem Bölcsészeti Karán doktorált (1881).

### A középiskola szakembere; tudományos tevékenységének első időszaka
Vallás- és Közoktatásügyi Minisztérium középiskolai ügyosztályán – beosztott tanár (1885),  középiskolai igazgató (1893), osztálytanácsos (1898) – elsősorban az 1883. évi középiskolai törvény (Trefort-törvény) végrehajtásában működött közre. Külföldi útjain tanulmányozta a francia és a német középiskolákat/iskoláztatást (1888–1889). Az Országos Közoktatási Tanács előadójaként (1891–1904), majd 1905-től 1918-ig ügyvezető alelnökeként dolgozott. A Magyar Paedagogiai Társaság alapító tagja (1891), 1904 és 1925 között a társaság elnöke, s 1925-től haláláig örökös tiszteleti elnöke volt.
Kezdetben klasszika-filológiával, később kizárólag pedagógiával, ezen belül főként neveléselmélettel, magyar és egyetemes neveléstörténettel foglalkozott.

### Az egyetemi tanár
Tudományos munkásságát méltányolva 1901-ben, a Budapesti Királyi Magyar  Tudományegyetem Bölcsészeti Kara meghívta a Pedagógiai Tanszékre, amelyen három évtizeden át, egészen nyugalomba vonulásáig (1930) egyetemi tanárként nagy sikerrel oktatott, és a középiskolai tanárok sokaságát nevelte. A Budapesti Királyi Magyar Pázmány Péter Tudományegyetem Bölcsészeti Karának dékánja (1912/1913-as egyetemi tanév), majd az Egyetem rektora (1927/1928-as egyetemi tanév) volt.

### A Magyar Tudományos Akadémián
- levelező tag (1900. május 4.),
- rendes tag (1914. május 7.),
- a Magyar Tudományos Akadémia Nagyjutalma (1920),[18]
- Az Akadémia Értekezések a philosophiai és társadalmi tudományok köréből című kiadvány sorozat szerkesztője (1922–1935),
- II. Osztály titkára (1923. május 11.–1935. február 26.),
- igazgató tag (1926. május 6.),
- Klasszika-filológiai Bizottság helyettes elnöke (1933).

Gyermekei: Józsa, Etelka, Edit és Erzsébet.
Nemesség: Édesapja, Fináczy Gyula nyugdíjba vonulásakor a család Ferenc József királytól 1894. október 24-én nemességet kapott, ettől kezdve használhatták a "felsővisói" nemesi előnevet, és címerük is volt. Ez fontos státusz volt, amit Fináczy Ernő élete végéig használt, nevét "felsővisói Fináczy Ernő" vagy "Ernessus Finaczy de Felsoviso" írta alá hivatalos okiratokon, így végzős diplomákon is.  Mivel csak lányai születtek, a nemességet férfiágon öccse, Fináczy Béla, és annak leszármazottai vitték tovább.  Ezen az ágon született Fináczy László (1940-) többszörös magyar bajnok és Fináczy György (1942-) olimpikon vitorlázók is.
Sírhelye: Budapest, Farkasréti temető 8/B parcella, 1 sor, 77/78 sír.

## Pedagógiája
A neveléstudomány elméleti (elméleti pedagógia; didaktika) és gyakorlati (a középiskola; a tanító-, és a tanárképzési problémák) kérdéseivel egyaránt foglalkozott. Munkásságának elsősorban  az egyetemes, de különösen magyar neveléstörténettel kapcsolatos kutatásai (kézikönyvei) a meghatározói.

### Elméleti pedagógia
Elméleti álláspontjának gyökerei a herbartizmusba nyúlnak vissza.
„…vonzódása a herbarti pedagógiához,… egész életmunkáján… mély és jellemző nyomokat hagyott… Bár nem tartozott a mozgalom szorosan vett hívei sorába, hatása elől mégsem zárkózhatott el: egész rendszere, legfőként azonban a nevelő oktatás eszméje és a sokoldalú érdeklődés tana, továbbá a történeti és irodalmi oktatás értékéről vallott felfogása erről tanúskodnak.”
A herbarti gyökerek mind több és több éltető nedvet szívtak magukba a 20. század eleji irányokból és eszmeáramlatokból, úgy, hogy lassanként már csak a herbarti keretek maradtak meg. Felfogása – leginkább a Kármán Mór közvetítette herbarti pedagógiai elméletére épülve – Otto Willmannéval rokonítható: neoherbartista, keresztény-elkötelezettségű értékelméleti alapokra épülő, konzervatív-liberális pedagógia. Szerinte: a pedagógia részben normatív, részben deskriptív tudomány, amely az etikán és a pszichológián, mint alap és segédtudományokon alapszik. Az előbbi szolgáltatja a nevelés célját, az utóbbi a cél elérésére vezető eszközöket adja. A nevelés feladata:
„…nagykorúaknak kiskorúakra való egyetemes és tervszerű ráhatása avégből, hogy a fiatal nemzedék majdan egyéni és társadalmi feladatainak az erkölcsiség mértéke szerint tudatossággal és szabadsággal megfelelhessen”
A nevelés célja így kettős: egyfelől a növendék egyéniségének kifejlesztése erkölcsi (autonóm) személyiséggé, aki tudatosan és szabad elhatározásból teszi a jót, másfelől pedig kiképzése annak a kultúrközösségnek tagjává, melyhez tartozni fog.
„...Az embernek az a rendeltetése, hogy magát, és általa nemzetét és nemét erkölcsösebbé tegye (mert az erkölcsiségben rejlik a legmagasabb érték), ami azonban csak az eszmények normatív erejétől várható. Nem a való világ, nem a puszta ész, nem a haszon és érdek kell, hogy életünket szabályozza, hanem az örök értékű eszmények… Összefoglalva a mondottakat, a vallási és nemzeti eszmény az idealisztikus világnézet két sarkpontja. Nincs értékes élet Isten és haza nélkül. Azért vagyunk a földön, hogy magunkat az Isteneszmény mértéke szerint tökéletesítsük, közvetlenül nemzetünk, közvetve az egész emberiség javára. Nagyobb, szentebb, nemesebb életcélt nem ismerek...”  
A nevelés szubjektuma a gyermek, aki pszichofizikai egység, ezért amikor a nevelés egyes ágairól (testi, értelmi, erkölcs, esztétikai képzés) beszél, azt mindig azzal az előfeltevéssel teszi, hogy a nevelés funkciói szervesen összefüggnek, egymástól el nem szakíthatók és külön fejezetekben való tárgyalásukat csupán az áttekinthetőség teszi kívánatossá.

### Didaktika
Didaktikája általános pedagógiájára épülve és abba beépülve teljes művelődéselméletté tágul, amelynek egyaránt megvan az értékelméleti (objektív), pszichológiai (szubjektív) és szociális (szervezeti) megalapozása. Három alapprobléma körül csoportosítja a didaktikai elméletét: 1. a művelődési anyag kiszemelése, 2. elrendezése és 3. feldolgozása. Mindhárom probléma kifejtésének szempontjait a nevelés egyetemes céljából nyeri. Ennek a célnak kettős (szubjektív–objektív) iránya határozza meg a kiszemelés feladatát, amennyiben azokat a művelődési javakat kell átszármaztatásra kiszemelni, amelyek egyfelől a gyermek egyéni fejlődését előmozdítják, másfelől azonban önmagukban is értékesek. Az elrendezés elvei viszont a hézagtalanság és a fokozatosság, az anyag bizonyos területén pedig a történetiség. A szubjektív–objektív tehát itt is mindenütt jelenvaló. A feldolgozás (metodika) végül a megismerés pszichikai lefolyásának törvényszerűségét szem előtt tartva, a nevelési funkcióknak hármas fokozatában: a szemléltetésben, megértésben és megszilárdításban (alkalmazásban) nyer kifejezést, aminek objektív eredménye a növendék lelkében a szemlélet, a fogalom és a tudás (vagy készség). A nevelés általános célja szabja meg a szorosabban vett erkölcsi (vagy akarat-) nevelés feladatát is, amely abban áll, hogy a növendéknek a legalitás fokáról a moralitás fokára kell emelkednie, vagyis a pusztán szoktatott, habituálissá vált erkölcsiség helyébe fokozatosan ki kell fejlődnie az erkölcsi érzületnek, amely belátásból és az erkölcsiség önmagáért való szeretetéből cselekszi a jót.

### Neveléstörténet
A nevelés elméletének és didaktikájának általános és szisztematikus szempontjait alkalmazza a nevelés múltjának feldolgozásában is, amelyhez érdeklődése elsősorban vonzotta és mely munkásságának is gerincét alkotja. Pedagógiatörténeti műveinek fő jellemvonása: a módszeresség, vagyis az eredeti forrásokon alapuló kutatás, a rekonstrukció ereje és az interpretáció valóban pártalan készsége, – mind olyan erények, amelyet a klasszika-filológián, ifjúkora szakstúdiumain művelt ki, de egyszersmind filozófiai szemlélettel szélesített. Innen az a képessége, hogy a jelenségeket sosem elszigetelten, hanem igyekszik szinoptikusan látni; az eszmeáramlatokat sem magukból, hanem a környezetből, a kor életmegnyilvánulásaiból törekedett megérteni: ez a szempont történetfelfogásának olyan módszertani elve, amely szellemtörténeti nézetekhez közelítik írásait. Neveléstörténeti felfogásának vezérelve szerint a történelem, az emberiség erkölcsi tökéletesedésének története, amely folyamatban kiemelt szerepe van a nevelésnek.

## Főbb művei
- A magyarországi középiskolák múltja és jelene (1896)
- Lykurgos beszéde Leokrates ellen, Görög és latin remekírók. Budapest: Magyar Tudományos Akadémia (1893)
- A magyarországi közoktatás története Mária Terézia korában I–II. Budapest (1899; 1902)
- Az ókori nevelés története. – Vezérfonal egyetemi előadásokhoz – Budapest (1906; 1922; 1926; 1984). ISBN 963 02 3034 8
- A középkori nevelés története. – Vezérfonal egyetemi előadásokhoz – Budapest (1914; 1926; 1985). ISBN 963 02 3492 0
- A renaissancekori nevelés története. Budapest: – Vezérfonal egyetemi előadásokhoz – (1919; 1986). ISBN 963 02 4025 4
- Az újkori nevelés története, 1600–1800. – Vezérfonal egyetemi előadásokhoz – Budapest (1927; 1986). ISBN 963 02 4378 4
- Neveléselméletek a XIX. században (1934)
- Pedagógiai Lexikon. Budapest: Révai (1936)
- Herbart élete és pedagógiája. – Bevezetésül Herbartnak Pedagógiai előadások vázlata című művéhez – Budapest; Pécs: Dunántúl (1932)
- Világnézet és nevelés: tanulmányok. Budapest (1925)
- Elméleti pedagógia. – Egyetemi előadásai kéziratából sajtó alá rendezték tanítványai Nagy J. Béla, Prohászka Lajos – Budapest (1937; 1995). ISBN 963 7644 41 5
- Didaktika: Fináczy Ernő egyetemi előadásai. – Sajtó alá rendezték Balassa Brúnó, Nagy J. Béla, Prohászka Lajos – Budapest (1935; 1994). ISBN 963 7644 27 X
- Fináczy Ernő [feljegyzései]: [1860–1930]. – Tudós tanárok–tanár tudósok sorozat – Budapest (2000). ISBN 963 7644 98 9

## További kiegészítések
- Konferenciák  » Tudományos ülések » Oktatás, képzés, kultúra » 150 éve született Fináczy Ernő -  Tudományos ülés 2010.05.28. Wesley János Lelkészképző Főiskola. Konferenciakalauz.hu. [2010. március 12-i dátummal az eredetiből archiválva]. (Hozzáférés: 2010. március 22.)
- http://archive.org/details/finaczy150
- Vörös könyv 1919 – szerkesztette: Gerencsér Miklós – Antológia Kiadó, Lakitelek, 1993. 503 o. – ISBN 963-7908-22-6.